# Kryptonim Gwiazda
Kryptonim Gwiazda (ros. Звезда) – rosyjski film wojenny opowiadający o oddziale zwiadowczym Armii Czerwonej wysłanych za linię frontu w celu rozpoznania, które ma posłużyć jako podwaliny do zaplanowania ofensywy przeciwko Wehrmachtowi.
Premiera filmu odbyła się w 2002 roku. Jest on uważany za jeden z najlepszych filmów wojennych XXI wieku i „triumf rosyjskiego kina na miarę niemieckiego Okrętu”.

## Fabuła
Rok 1944, okupowana przez Niemców Białoruś. Sowiecki oddział dywersyjno-wywiadowczy zostaje wysłany za linię frontu w celu dostarczenia informacji o nieprzyjacielu, dzięki czemu wojska sowieckie mogłyby ruszyć do nowej ofensywy.
Żołnierze natykają się na trudności już w pierwszym etapie misji. Ich planem było wziąć do niewoli niemieckiego oficera. Kilka akcji z takim właśnie celem kończy się jednak niepowodzeniem. Dopiero po kilku dniach udaje im się załapać wrogiego żołnierza, który okazuje się być zaledwie sierżantem. Mimo to wie, gdzie znajduje się główna baza i zna nazwisko głównodowodzącego. Sowieci po otrzymaniu potrzebnych informacji, mimo rozterek moralnych, zabijają jeńca.
Korzystając z uzyskanych danych, oddział odnajduje niemiecki park czołgowy i sztab. Pod osłoną nocy czerwonoarmiści porywają wreszcie wysokiego rangą oficera i dowiadują się od niego wszystkich potrzebnych informacji. W czasie niemieckiego pościgu zostaje on jednak omyłkowo trafiony w głowę przez swoich rodaków. Sowieci ukrywają ciało.
Na drugi dzień niemieckie radia donoszą o dwóch zaginionych, a po odnalezieniu ciał, zabitych niemieckich żołnierzach. Doborowe oddziały Waffen-SS rozpoczynają poszukiwania sowieckich zwiadowców. Ci zdradzają swoją pozycję, zdobywając radiostację. Sprzęt radiowy był im jednak potrzebny, ponieważ ten, który zabrali ze sobą na misję, nie działał. Po znalezieniu bezpiecznego miejsca, używając tytułowego kodu wywoławczego „Gwiazda”, nadają do kwatery Armii Czerwonej komunikat o liczebności, wyposażeniu i rozmieszczeniu sił wroga.
Chwilę później Niemcy atakują, a zwiadowcy bronią się w drewnianym domku pośrodku lasu. Nieprzyjaciel sprowadza dwa wozy opancerzone Sd.Kfz.251, a później snajpera, kilka karabinów maszynowych i miotacz ognia, którym podpala chatkę. Tylko dwóm żołnierzom z grupy udaje się uciec z płonącego budynku, ale dosięga ich seria z broni maszynowej.
Całą drużyna zostaje uznana za zaginioną. Informacje przez nią dostarczone pozwalają jednak Armii Czerwonej przeprowadzić zwycięską ofensywę na Białorusi, operację Bagration.'

## Obsada
- Aleksiej Krawczenko – sierżant Anikanow
- Oleg Guszczin – Lichaczew
- Andriej Jegorow – Baraszkin
- Jekaterina Wuliczenko – Katia
- Jurij Łaguta – sierżant Brażnikow
- Amadu Mamadakow – szeregowiec Temdekow
- Anatolij Guszczin – szeregowiec Bykow
- Aleksiej Panin – sierżant Mamoczkin
- Artiom Siemakin – szeregowiec Wróbelek
- Igor Pietrienko – porucznik Trawkin
- Siergiej Miller – pierwszy jeniec niemiecki
- Giennadij Worotnikow – drugi jeniec niemiecki
- Siergiej Rudziewicz – łącznik
- Aleksandr Diaczenko – Galijew
- Aleksandra Cziczkowa – łączniczka